# Hasta (città romana)

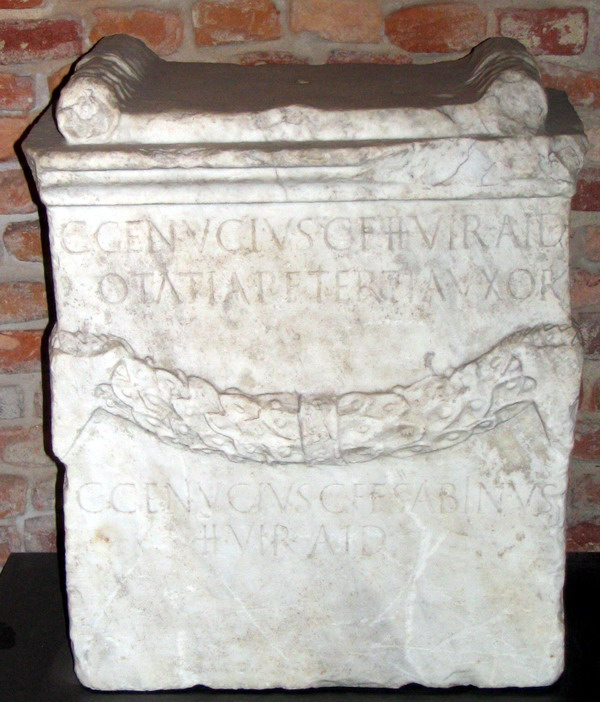
Ara romana (Museo di San Anastasio, Asti)

Hasta è il nome con cui è comunemente indicata la città di Asti nel periodo romano. La nascita e lo sviluppo dell'insediamento romano in Asti è contemporaneo a quello delle vicine Pollentia e Forum Fulvii, accampamenti militari fondati tra il 123 a.C. e 125 a.C. in seguito all'espansione romana di Tiberio e Gaio Gracco.
Il processo di “romanizzazione” durò dal 200 a.C. fino al 122 a.C., portando Asti ed il suo territorio a costituire un municipium romano. Esso precedette quello dell'area albese ed anticipò sensibilmente la costruzione di Augusta Taurinorum.

## Il nome Hasta
Che al Tanaro tardissimo sovrasta,

Dove Pompeo piantò sua nobil asta,

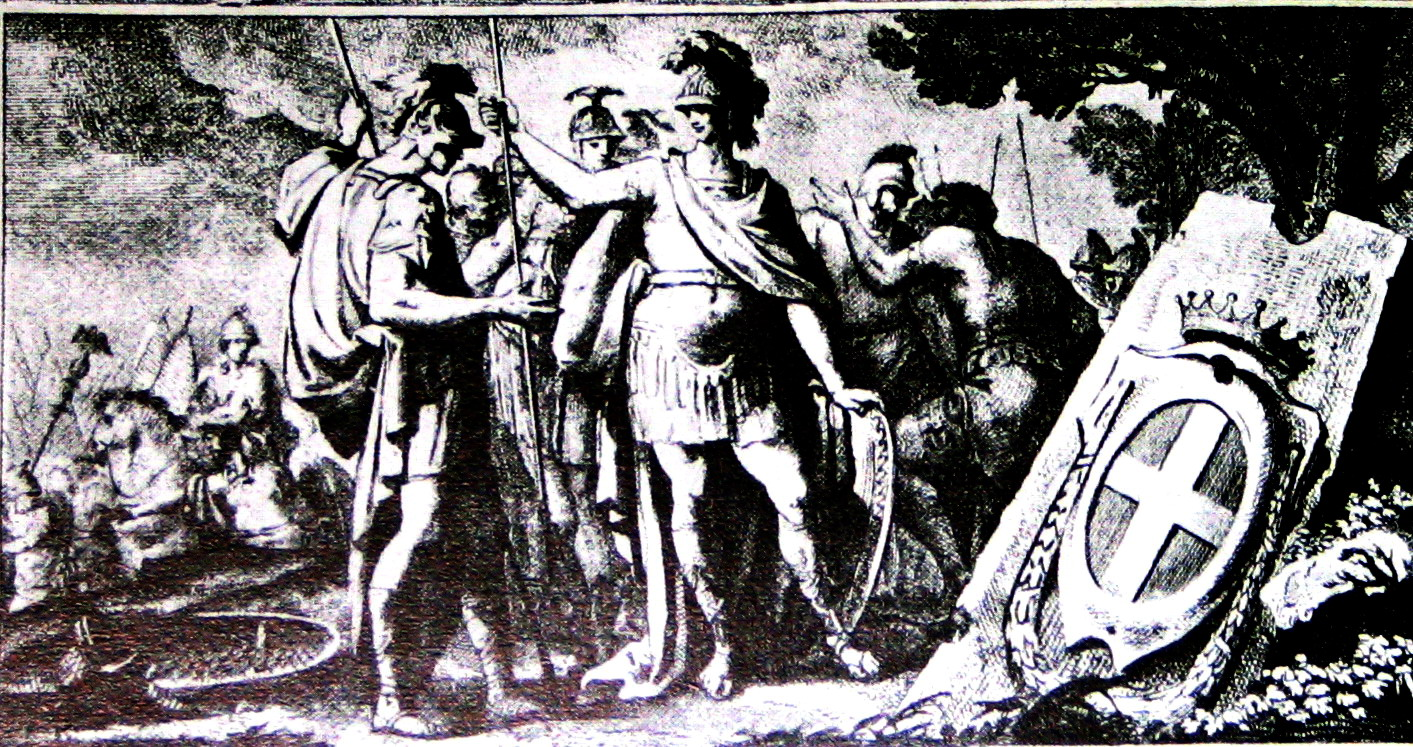
"Dove Pompeo piantò sua nobil asta" (dall'Epithalamia di Giovanni Bodoni, 1775).

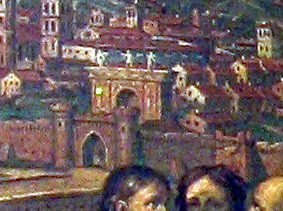
Arco di Pompeo Strabone,
particolare dal dipinto "Cristo e gli Apostoli sulla riva del Borbore"(cerchia di Bartolomeo Caravoglia, 1670).

L'aure prime io bevea del dì sereno.»
(V. Alfieri,Rime, Sonetto XXXII, 1805)
Gli storici che citarono la città sopra definite, trattando dell'Italia settentrionale utilizzarano sempre l'appellativo di Hasta o Asta, latinizzando il precedente toponimo ligure di Ast.
Essi furono:
- Plinio nella Naturalis historia
- Tolomeo nella Geographia, III, 1
- Claudiano, nella Sextu consulatu Honorii Augusti
- Prospero nelle Chronicon
- Cassiodoro

Anche la tavola peutingeriana cita due volte la città con il toponimo di Asta.
Per quello che riguarda la denominazione di Hasta Pompeia, questa è una denominazione che venne utilizzata più tardamente nel XVII secolo, frutto di alcune tesi mistificatorie del frate cistercense Filippo Malabayla che cercò con alcune notizie infondate di nobilitare le origini della città.
La leggenda vuole che Gneo Pompeo Magno di passaggio nella regione, marciando con le sue legioni per andare a combattere in Spagna contro Sertorio piantò la sua “nobile asta” in questo luogo per indicare il sito di costruzione della città, avallando la voce latina Hasta che indica la proprietà comune dei cittadini romani,
ma l'ipotesi non trova alcun riscontro oggettivo.
È improbabile che il nome derivi dall'indoeuropeo owi-s, pecora (ad indicare il luogo della pastorizia) come sostenuto dal canonico Giacomo Dacquino; le origini del toponimo vanno piuttosto ricercate in ambiente ligure o proto-italico, visto che la "Tabula Peutingeriana" riporta, oltre all'attuale Asti, una Hasta nella Liguria di Ponente ed un'altra sulle coste toscane non lontano da Talamone.
Il Grassi nella sua "Storia della città di Asti" ipotizzò che l'appellativo di Pompeia derivasse forse dalla colonizzazione della città ad opera di Gneo Pompeo Strabone padre del Magno e rinforzò la tesi con la presenza dell'arco romano costruito nella zona sud-occidentale della città ed ancora presente nella raffigurazione pittorica della città nel XVI secolo..

## Da colonia a civitas

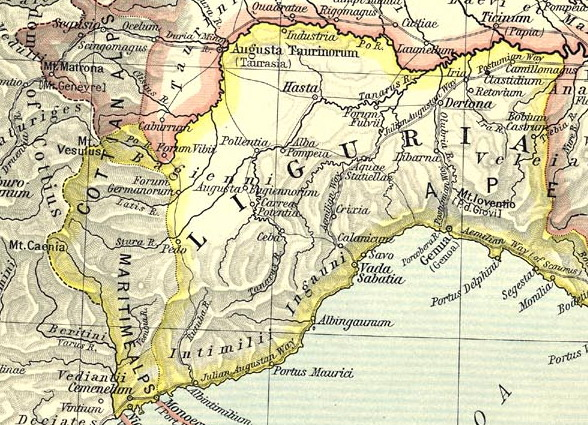
La Regio IX Liguria Augustea

Gli scritti antichi individuano Asti come oppidum della tribù ligure degli Statielli.
È difficile stabilire quando le tribù liguri vennero sottomesse dai romani, sicuramente l'interesse per questi luoghi ebbe inizio già nel II secolo a.C.
I romani, dopo le vittorie a Caristo nel 174 a.C. e nei territori limitrofi tra il 134 a.C. e il 123 a.C. del console M. Popilio Lenate, in un primo tempo controllarono la città  esternamente tramite una "dedizione politica" ("peregrinitas") e solo dopo l'inizio del I secolo a.C., trasformarono le antiche istituzioni liguri dei "conciliabula" e "fora" in "coloniae" con il diritto di latinitas (Lex Pompeia, 89 a.C. ).
Nel periodo di Giulio Cesare (49 a.C.), la città ottenne il diritto di cittadinanza e fu iscritta nelle circoscrizioni elettorali. In seguito venne compresa nella IX Regio augustea.

## La città romana

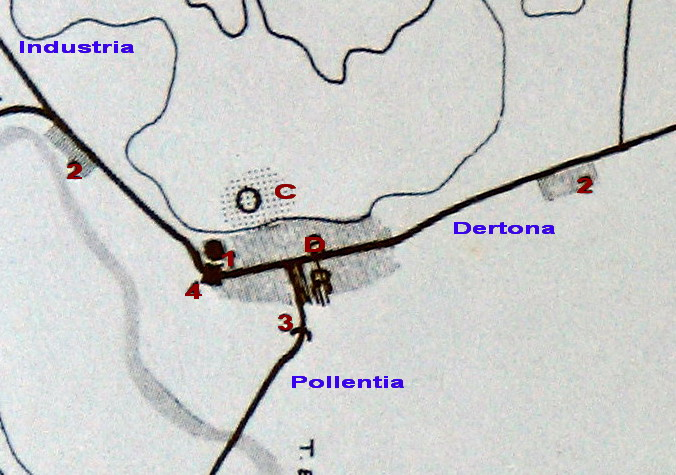
Insediamento ligure ed espansione romana.
C = Oppidum ligure, D = decumano massimo, 1 = Castello dei Valloni, 2 = necropoli, 4 = Porta urbica

Gli scavi archeologici del XX secolo, hanno permesso di delineare abbastanza fedelmente l'assetto della città e la collocazione dei principali edifici romani del periodo.
L'urbanizzazione romana venne attuata a valle dell'oppidum ligure che al contrario era arroccato sull'altura a nord della nuova città (dove in seguito verrà costruito il "Castel vecchio").
Il perimetro cittadino, è stato identificato come un quadrato di 700 m X 700 m con otto isolati per lato, attraversato longitudinalmente dal decumano massimo, individuabile ancora oggi con l'odierno corso Alfieri. Più difficile l'identificazione del cardo massimo, che presumibilmente coincideva con l'asse viario costituito dalle attuali vie Roero e Milliavacca. La superficie dell'abitato è pari a quella di Augusta Taurinorum e superiore alla maggior parte delle altre città romane presenti nell'attuale Piemonte.
Esistono ancora importanti reperti testimoni della monumentalizzazione romana:
- Ad ovest il decumano era delimitato dalla Torre Rossa, una struttura a 16 lati considerata parte dell'antica porta occidentale della città molto simile alla Porta Palatina di Augusta Taurinorum

- Ad ovest, nella zona attigua al castello dei Varroni nel Rione Cattedrale, sono venuti alla luce alcuni ambienti di una domus romana
- Nella zona sud-orientale della città sono presenti resti dell'impianto termale (calidarium) su un'area di circa 4000 m2
- Ad est, in corrispondenza della zona di piazza Alfieri, sono stati scoperti resti di alcune fornaci con la presenza di vasellame e manufatti in terracotta
- Nella zona nord-orientale della città nel Rione San Silvestro, nell'immediate vicinanze della zona rialzata della città, è venuta alla luce parte dell’anfiteatro con un perimetro ellissoidale di 78 m X 104 m
- al centro del perimetro durante gli scavi per la musealizzazione della cripta di Sant'Anastasio, a poche centinaia di metri dalla Cattedrale, sono venuti alla luce parte della pavimentazione e di strutture della piazza del foro della città
- Altri resti di domus sono venuti alla luce negli ultimi anni: nei locali sotterranei del Palazzo della Rovere di Via Giobert (a pochi metri dal sito archeologico di Sant'Anastasio) è stato scoperto un locale con decorazione pavimentale in tessere marmoree.
Ancora più ad est, nella zona di via Carducci, presso la torre del Vescovado, sono state rinvenute alcune tessere musive ed una formella marmorea triangolare che lasciano supporre l'antica presenza di un'abitazione romana.
- Due necropoli ad est ed a ovest della città rispettivamente nei pressi della chiesa di Santa Caterina e nel Borgo San Pietro, che rivelarono resti umani, suppellettili bronzei, di ferro, di vetro e di osso come per esempio unguentari, coppe, bicchieri, ampolle e lucerne.[7]

## Il commercio e l'industria

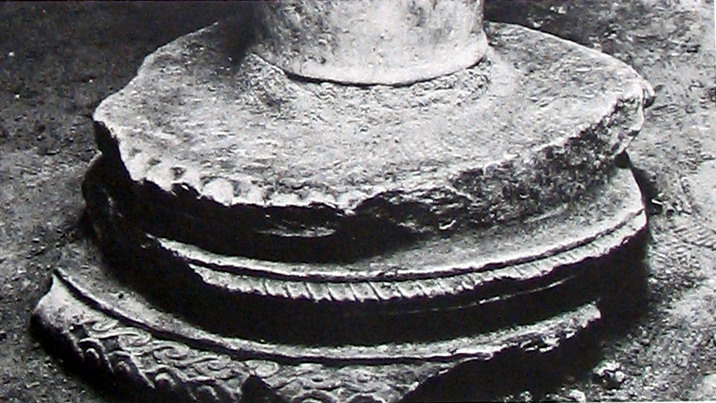
Base di colonna romana

Con lo sviluppo e l'espansione romana, si svilupparono in Asti alcune attività artigiane e commerciali.
Plinio il Vecchio, nella sua Naturalis Historia, mette l'accento proprio su questa peculiarità di Asti come grande centro manifatturiero, specialmente per il vasellame e gli oggetti in vetro, molto richiesti sul mercato, tali da sviluppare una vera e propria industria artigianale.
Sono state rinvenute lapidi e iscrizioni riferite alle seguenti attività:
- Corporazione dei commercianti di legnami (Collegium dendrophorum), titolare anche di una propria scuola
- Corporazione dei fabbri e dei lavoratori dei metalli
- Corporazione di conciatori, tessitori e lavoratori della lana (fullones)
- Corporazione dei vasai.

Inoltre, molte lapidi pervenute durante le sessioni di scavi, riportano una già fiorente coltivazione della vite e del commercio del vino.

## Il culto religioso

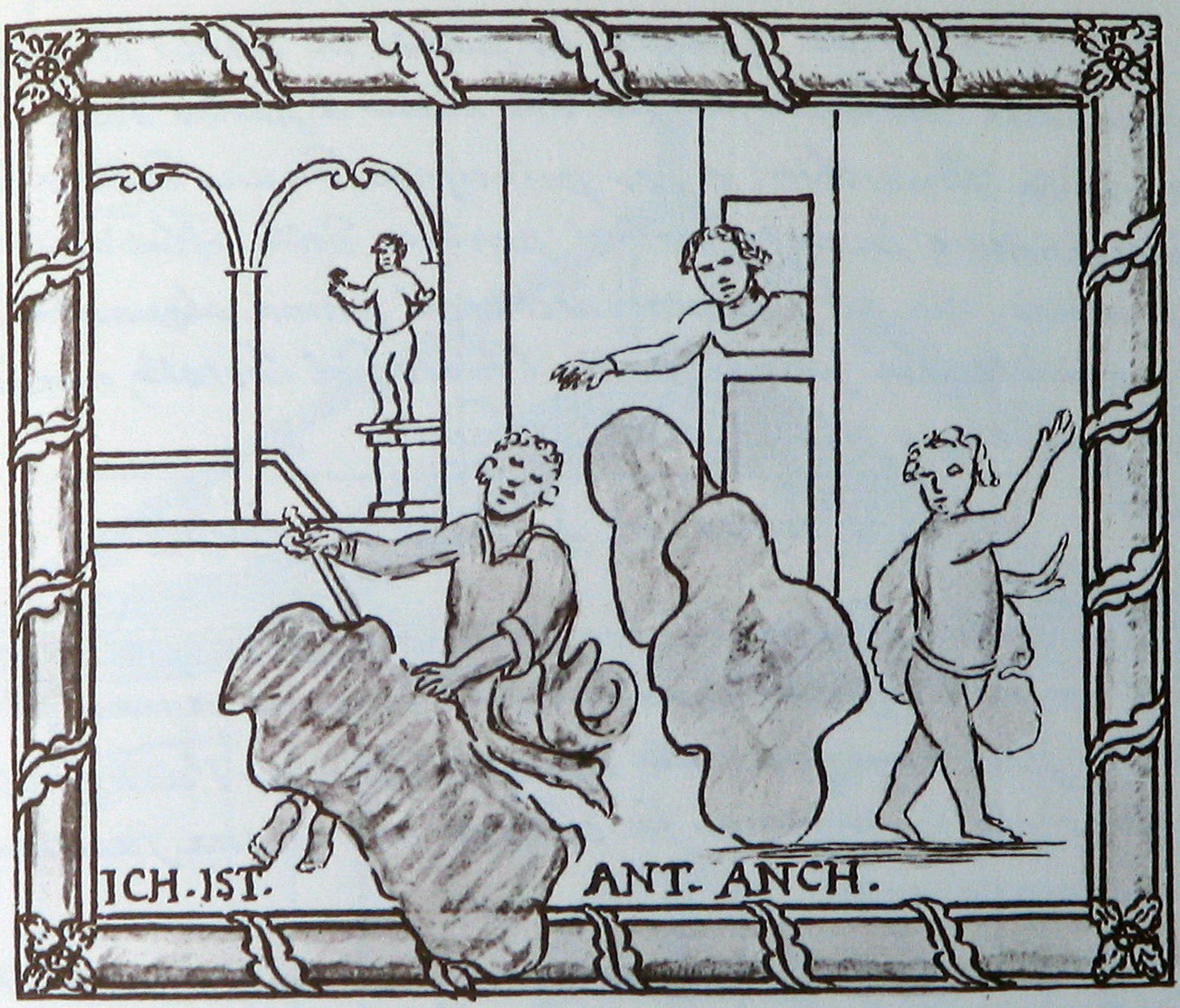
Il mosaico romano dal disegno dell'Incisa

Secondo il Muratori, ad Asti erano onorate le divinità di Giove, Diana, Giunone Annea, Giunone Clivana e Nettuno.
È probabile che i templi dedicati a Giunone fossero nei pressi dell'attuale cattedrale, infatti nell'area sono state rinvenute durante gli scavi della cattedrale alcune iscrizioni che citano tale divinità.
Inoltre nel XIX secolo il canonico Stefano Giuseppe Incisa, descrisse il rinvenimento di un mosaico di tessere policrome su un supporto in terracotta con al centro raffigurata una scena teatrale tipica negli "emblemata".
La descrizione fatta dal religioso, correlata da un suo disegno del mosaico al momento della scoperta, ha fatto supporre agli studiosi che l'opera risalga alla fine del I secolo.
Incisa conclude la sua descrizione dicendo che il reperto venne inviato al Museo di Torino, e da quel momento se ne persero le tracce.
In realtà oggi tutto lascia pensare che l'opera ritenuta d'epoca romana appartenesse al vasto pavimento musivo del secolo XII riscoperto negli anni '80 e riportato in luce nell'abside della cattedrale.
Per il Tempio dedicato a Diana, per molti secoli, si è creduto che il battistero di San Pietro derivasse da questo antico tempio vista la sua forma circolare, ma la tesi non è avvalorata da alcun fondamento.

## Le "Gentes" astigiane

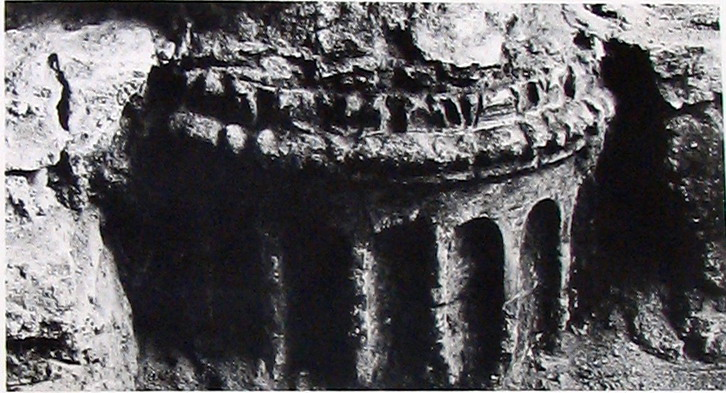
Frammento di colonna romana del Foro di Asti

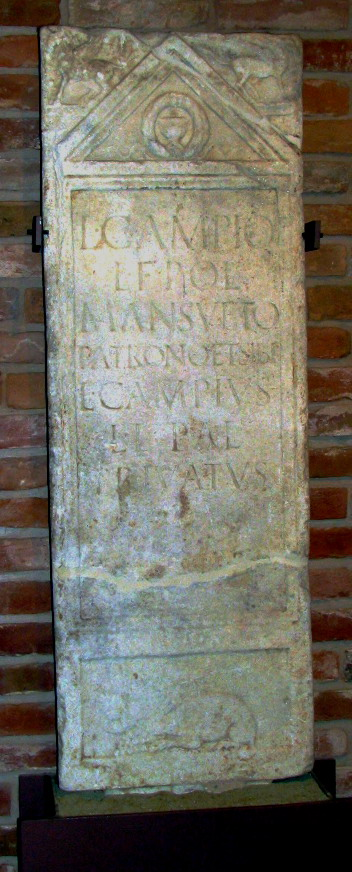
Asti, lapide funeraria, (Museo di San Anastasio)

Il Muratori afferma che i cittadini della colonia astigiana votavano con la tribù Pollia, una delle trentacinque tribù nelle quali era divisa la repubblica romana. Alla tribù Pollia appartenevano anche Pollenzo, Industria, Ivrea, Bodincomagus, Parma, Reggio Emilia, Modena.
Dalle iscrizioni e lapidi rinvenute le famiglie astigiane presenti nel periodo romano erano le seguenti:
| Gens      | Principali esponenti |
| --------- | --- |
| Albia     | Spurio, Caius Albius Severus |
| Arria     | Publius, Caio (legionario della Legio XIII Gemina ), Bebia, Tito                                                                                   |
| Cantia    | Lucius Martianus (giudice della V decuria) |
| Campia    | Lucius Mansuetus, Lucius |
| Cocceia   | Marcus Felix, Seconda |
| Cominia   | Marcus (milite della Legio I Germanica), Lucio |
| Cornelia  | Caius (legionario della Legio XIV Gemina) |
| Didia     | Quintus Savius, Gaia, Elena |
| Fulvia    | Caius, Caius Philologus (magistrato), Caio Sabino                                                                                                  |
| Genucia   | |
| Herennia  | Quintus |
| Hirpidia  | Caius Memor (prefetto dei fabbri), giudice della V decuria, tribuno militare della Legio III Augusta, prefetto juredicundo dell'imperatore Traiano |
| Illia     | Caius Vitalis |
| Laiena    | Lucius (centurione) |
| Laetilia  | Publius Hilarus (maestro minervale) |
| Licinia   | Marcus Secundus (veterano della Legio XIV Gemina), Sabinilla, Vitoriano                                                                            |
| Petronia  | Caius Primus |
| Pompeia   | Lucius (edile, duumviro, tribuno militare), Aulus Hostilius Macer                                                                                  |
| Septimia  | Marcus Argus |
| Septitia  | Marcus Nepos, milite della III coorte pretoria |
| Stertinia | Caius (decemviro, tribuno plebeo),Marco |
| Titia     | Lucius |
| Tituleia  | Quintus Aptus, Quintus Atticus, Flora, Appio |
| Valeria   | Titus Placidus, Lucio, Lucius Valerio Massimo, Caio, Caio Terzo (milite della Legio IIII Macedonica)                                               |
| Vettia    | Marco Secondo |